# Angela (groupe)
Pour les articles homonymes, voir Angela.
angela est un groupe japonais de pop-rock. Il est composé de deux membres principaux, atsuko et KATSU. Spécialisé dans les génériques de séries d'animation japonaises, il a une longévité rare et à son actif plus de cinquante chansons d'ouverture ou de clôture d'épisodes pour la télévision ou de films d'animation.

## Histoire
Formé en 1993, angela est composé d'une chanteuse et d'un musicien/compositeur, respectivement Yamashita Atsuko et Hirasato Katsunori. Ils commencent par jouer dans des clubs mais ne rencontrent pas beaucoup de succès. Ils interprètent en 1999 Memories, le générique d'ouverture de Shin Hakkenden : c'est leur première composition utilisée pour une série d'animation. La maigre réussite du single leur permet tout de même de continuer à se faire connaître par quelques productions indépendantes.
Ils signent en 2002 avec le label Starchild, les génériques de la série Uchuu no Stellvia, et c'est là que le groupe sort définitivement de l'ombre. Sora no Koe, leur premier album labellisé sorti fin 2003, reprend les génériques de Stellvia et plusieurs chansons inédites.
En 2004, le même label leur confie les génériques de la série Soukyuu no Fafner. Les chansons d'angela aident à donner son ambiance à la fois touchante et épique à la série, notamment avec le titre Shangri-la qui est aujourd'hui encore leur plus grand tube. Leur deuxième album, I/O, sort vers la rentrée 2004. C'est l'album le plus vendu du groupe, qui composera tous les génériques des futurs séries et films de Fafner (et notamment la chanson Exist, dont le single arrivera en 2015 7e dans le classement de l'Oricon).
Le succès d'angela est toujours au rendez-vous, entre autres avec les titres Beautiful Fighter, Spiral, Kings, Angel, Kishi Koushinkyoku, et le neuvième et dernier album en date, Beyond.

## Membres

### Principaux
- atsuko
  - Nom complet : Atsuko Yamashita (山下 敦子?)
  - Date de naissance : 23 janvier 1975
  - Ville de naissance : Okayama Prefecture
  - Groupe sanguin : AB
  - Dans le groupe : chanteuse, compositrice des mélodies et surtout des paroles.
- KATSU
  - Nom complet : Katsunori Hirasato (平里 勝敬?)
  - Date de naissance : 12 juin 1974
  - Ville de naissance : Okayama Prefecture
  - Groupe sanguin : B
  - Dans le groupe : compose et arrange les mélodies, au clavier et à la guitare électrique.

### Assistants
- Jinbo-chan (じんぼちゃん) / Batterie
- Yuuki (ユウキ) / Basse
- kanaco / Violon
- Hazuki 葉月 (Hazuki?) / Trombone
- Manami 愛美 (Manami?) / Trompette
- Nao ナオ (Nao?) / Saxophone

## Discographie

### DVD
1. Viva Video!! (16 juin 2001)
2. The PV 2001 (24 novembre 2001)
3. A Ressha Ikou! Zenkyoku Live!! (a列車で行こう!全曲ライブ!!) (6 juillet 2005)
4. Takarajima -Treasure Island- (宝島 -Treasure Island-) (26 décembre 2007)
5. angela no Music Wonder★Dai Circus 5th ~Soukyuu Fafner Marugoto Zenkyoku Live!!~ (のミュージック・ワンダー★大サーカス5th ～蒼穹のファフナー まるごと全曲ライヴ!!～) (6 juillet 2011)
6. TREASURE Blu-ray BOX (8 janvier 2014)